# Ketty Lester

Ketty Lester - Love Letters

Ketty Lester (* 16. August 1934 (nach anderen Quellen 1938) in Hope, Arkansas als Revoyda Frierson) ist eine US-amerikanische R&B-Sängerin und Schauspielerin.

## Leben
Ketty Lester studierte Musik am State-College in San Francisco und trat dem College-Chor bei. Nach dem Studium arbeitete sie in einem Musikclub und wurde von Cab Calloway entdeckt. Sie ging mit ihm auf eine Südamerikatournee und bekam 1961 einen Plattenvertrag bei Era Records. Mit ihrer Single Love Letters konnte sie 1962 Platz 5 der US-Charts erreichen. Ab 1968 spielte Lester regelmäßig kleinere und größere TV-Rollen, z. B. in der TV-Serie Lou Grant. Ihre größte Rolle hatte sie als Hester-Sue Terhune in Michael Landons Serie Unsere kleine Farm.

## Diskografie

### Alben
| Jahr | Titel        | Höchstplatzierung, Gesamtwochen, AuszeichnungChartsChartplatzierungen (Jahr, Titel, Platzierungen, Wochen, Auszeichnungen, Anmerkungen) | Anmerkungen |
| Jahr | Titel        | US | Anmerkungen |
| ---- | ------------ | --- | ----------- |
| 1962 | Love Letters | US53 (11 Wo.)US |             |

Weitere Alben
- 1964 Betty Everett & Ketty Lester
- 1964 The Soul of Me
- 1965 Where Is Love?
- 1966 When a Woman Loves a Man
- 1969 Ketty Lester
- 1977 Ketty Lester in Concert
- 1982 A Collection of Her Best
- 1984 I Saw Love

### Singles
| Jahr | Titel Album               | Höchstplatzierung, Gesamtwochen, AuszeichnungChartplatzierungen (Jahr, Titel, Album, Platzierungen, Wochen, Auszeichnungen, Anmerkungen) | Höchstplatzierung, Gesamtwochen, AuszeichnungChartplatzierungen (Jahr, Titel, Album, Platzierungen, Wochen, Auszeichnungen, Anmerkungen) | Höchstplatzierung, Gesamtwochen, AuszeichnungChartplatzierungen (Jahr, Titel, Album, Platzierungen, Wochen, Auszeichnungen, Anmerkungen) | Anmerkungen |
| Jahr | Titel Album               | UK | US | R&B | Anmerkungen |
| ---- | ------------------------- | --- | --- | --- | ----------- |
| 1962 | Love Letters              | UK4 (12 Wo.)UK | US5 (14 Wo.)US | R&B2 (14 Wo.)R&B |             |
| 1962 | But Not for Me –          | UK45 (4 Wo.)UK | US41 (7 Wo.)US | — |             |
| 1962 | You Can’t Lie to a Liar – | — | US90 (1 Wo.)US | — |             |
| 1962 | This Land Is Your Land –  | — | US97 (1 Wo.)US | — |             |

Weitere Singles
- 1962: Whip O Will
- 1963: Fallen Angel
- 1964: Some Things Are Better Left Unsaid
- 1964: Please Don’t Cry Anymore
- 1964: I Trust You Baby
- 1964: You Go Your Way (And I’ll Go Crazy)
- 1965: (Looking for A) Better World
- 1965: I’ll Be Looking Back
- 1966: Secret Love
- 1966: When a Woman Loves a Man
- 1968: I Will Lead You
- 1968: Measure of a Man
- 1969: Show Me
- 1984: One Day at a Time
- 1984: Have You Heard?

## Filmografie

### Spielfilme
- 1968: Black Power
- 1972: Blacula
- 1974: It’s Good to Be Alive (Fernsehfilm)
- 1974: Samstagnacht im Viertel der Schwarzen (Uptown Saturday Night)
- 1975: Das Nervenbündel (The Prisoner of Second Avenue)
- 1976: Louis Armstrong – Chicago Style (Fernsehfilm)
- 1976: Adventurizing with the Chopper (Fernsehfilm)
- 1978: Cops and Robin (Fernsehfilm)
- 1978: Battered (Fernsehfilm)
- 1980: Die Nacht, als der Terror tobte (The Night the City Screamed, Fernsehfilm)
- 1985: Handsome Harry’s (Fernsehfilm)
- 1993: Geballte Fäuste (Street Knight)
- 1993: Percy & Thunder – Der Preis des Siegens (Percy & Thunder, Fernsehfilm)
- 1994: House Party 3
- 1994: Jack Reed: Gnadenlose Jagd (Jack Reed: A Search for Justice, Fernsehfilm)
- 1997: Deadly Speed – Todesrennen auf dem Highway (Runaway Car, Fernsehfilm)

### Fernsehserien
- 1969: FBI (The F.B.I., eine Folge)
- 1969: Green Acres (zwei Folgen)
- 1969: Süß, aber ein bißchen verrückt (That Girl, eine Folge)
- 1969: Bill Cosby (The Bill Cosby Show, eine Folge)
- 1969: Julia (fünf Folgen)
- 1970: Here Come the Brides (eine Folge)
- 1970, 1973: Love, American Style (zwei Folgen)
- 1971: Room 222 (zwei Folgen)
- 1972: The Rookies (eine Folge)
- 1972–1973: Temperatures Rising (drei Folgen)
- 1973: Sanford and Son (eine Folge)
- 1973–1975: Dr. med. Marcus Welby (Marcus Welby, M.D., drei Folgen)
- 1975: Die Straßen von San Francisco (The Streets of San Francisco, eine Folge)
- 1975: Harry O (eine Folge)
- 1975–1977: Zeit der Sehnsucht (Days of our Lives)
- 1976: Hunter (eine Folge)
- 1977: Sugar Time! (eine Folge)
- 1977: Die Waltons (The Waltons, eine Folge)
- 1977–1983: Unsere kleine Farm (Little House on the Prairie, 40 Folgen)
- 1978: Lou Grant (eine Folge)
- 1979: The White Shadow (eine Folge)
- 1981: Palmerstown, U.S.A. (eine Folge)
- 1982: Happy Days (eine Folge)
- 1983: Polizeirevier Hill Street (Hill Street Blues, zwei Folgen)
- 1984: The Fisher Family (eine Folge)
- 1984: Rituals
- 1985: G.I. Joe (vier Folgen)
- 1986: Agentin mit Herz (Scarecrow and Mrs. King, eine Folge)
- 1986: Morningstar/Eveningstar (sieben Folgen)
- 1986: Hotel (eine Folge)
- 1987: Webster (zwei Folgen)
- 1987: Trying Times (eine Folge)
- 1988: Chefarzt Dr. Westphall (St. Elsewhere, eine Folge)
- 1989: In der Hitze der Nacht (In the Heat of the Night, eine Folge)
- 1989: Herzschlag des Lebens – Göttinnen in Weiß (Heartbeat, eine Folge)
- 1989: Spacecop L.A. (Alien Nation, eine Folge)
- 1989: Zurück in die Vergangenheit (Quantum Leap, eine Folge)
- 1990: Brewster Place (zwei Folgen)
- 1990: Chicago Soul (zwei Folgen)
- 1990: The New Adam-12 (eine Folge)
- 1991: L.A. Law – Staranwälte, Tricks, Prozesse (L.A. Law, eine Folge)
- 1995: Courthouse (eine Folge)
- 1998: Alles rein persönlich (Getting Personal, eine Folge)